# Jerzy Kochanowski (historyk)
Jerzy Piotr Kochanowski (ur. 24 maja 1960 w Warszawie) – polski historyk, specjalizujący się w najnowszej historii Polski, profesor nauk humanistycznych. Autor książek oraz artykułów historycznych i popularnonaukowych.

## Życiorys
Ukończył studia na Uniwersytecie Warszawskim, uzyskując magisterium z historii (1984) na podstawie pracy Polskie organizacje policyjne w Warszawie w latach 1914–1919, napisanej pod kierunkiem Andrzeja Garlickiego. Po studiach w latach 1984–1988 pracował w Muzeum Łowiectwa i Jeździectwa w Warszawie, a od 1988 jest pracownikiem Instytutu Historii Uniwersytetu Warszawskiego. W 1991 obronił pracę doktorską Życie i działalność Ignacego Boernera 1875–1933, której promotorem był również Andrzej Garlicki. W 2001 habilitował się na podstawie książki W polskiej niewoli. Niemieccy jeńcy wojenni w Polsce 1945–1950. W 2012 otrzymał tytuł profesora nauk humanistycznych. W 1995 był krótko redaktorem naczelnym pisma „Mówią Wieki”. Zasiadł w radzie Fundacji Ośrodka Karta.
W 2010 został odznaczony Srebrnym Krzyżem Zasługi za zasługi w pracy naukowej i dydaktycznej, za działalność społeczną. W 2018 przyznano mu Nagrodę im. Jerzego Giedroycia za książkę Rewolucja międzypaździernikowa. Polska 1956-1957.

## Publikacje

### Książki
- Proces szesnastu (1993)
- Zapomniany prezydent...: życie i działalność Ignacego Boernera 1875–1933 (1993)
- Dzieje najnowsze po 1939 roku (1999) – podręcznik szkolny
- W polskiej niewoli: niemieccy jeńcy wojenni w Polsce 1945–1950 (2001)
- Człowiek i historia: podręcznik dla liceum ogólnokształcącego, liceum profilowanego i technikum: kształcenie w zakresie rozszerzonym. Cz. 4, Czasy nowe i najnowsze (XIX i XX wiek) (2004 – z Przemysławem Matusikiem) – podręcznik szkolny
- Zanim powstała NRD: Polska wobec radzieckiej strefy okupacyjnej Niemiec 1945–1949 (2008)
- Tylnymi drzwiami: „Czarny rynek” w Polsce 1944–1989 (2010)
- Rewolucja międzypaździernikowa. Polska 1956-57 (2017)
- „Wolne miasto” Zakopane 1956–1970 (2020)

### Wybory źródeł
- Tropem lamparta: wybór polskich pamiętników z polowań w Azji i Afryce (1990 – razem ze Stefanem Olechem)
- PRL w oczach STASI (cz. 1 – 1995, cz. 2 – 1996 – z Włodzimierzem Borodziejem)
- Protokoły posiedzeń Prezydium Krajowej Rady Narodowej: 1944-1947 (1995)
- Sylwester Wojewódzki przed Sądem Marszałkowskim (1997 – z Szymonem Rudnickim)
- Niemcy w Polsce 1945-1950: wybór dokumentów. T. 2, Polska centralna. Województwo śląskie (2000 – z Ingo Eserem)
- Polska – Niemcy Wschodnie 1945-1990: wybór dokumentów. T. 1, Polska wobec Radzieckiej Strefy Okupacyjnej Niemiec maj 1945 – październik 1949 (2006)